# Harigana (Ouallam)
Harigana (auch: Arigana, Arigana Foyma, Harigané) ist ein Dorf in der Stadtgemeinde Ouallam in Niger.

## Geographie
Das von einem traditionellen Ortsvorsteher (chef traditionnel) geleitete Dorf befindet sich rund 21 Kilometer westlich des urbanen Zentrums von Ouallam, der Hauptstadt des gleichnamigen Departements Ouallam, das zur Region Tillabéri gehört. Zu weiteren Siedlungen in der Umgebung von Harigana zählen Moto Gatta im Nordwesten, Céwane im Norden, Garbey Fondo im Nordosten, Dabré im Südosten und Kabéfo im Westen.
Harigana liegt im Dünengebiet im Westen Nigers. Es herrscht das Klima der Sahelzone vor, mit einer durchschnittlichen jährlichen Niederschlagsmenge zwischen 300 und 400 mm.

## Bevölkerung
Bei der Volkszählung 2012 hatte Harigana 1036 Einwohner, die in 121 Haushalten lebten. Bei der Volkszählung 2001 betrug die Einwohnerzahl 761 in 81 Haushalten und bei der Volkszählung 1988 belief sich die Einwohnerzahl auf 553 in 65 Haushalten.

## Wirtschaft und Infrastruktur
Mit einem Centre de Santé Intégré (CSI) ist ein Gesundheitszentrum im Ort vorhanden. Es gibt eine Schule.